# Чупадеро (Нью-Мексико)
Чупадеро (англ. Chupadero) — переписна місцевість (CDP) в США, в окрузі Санта-Фе штату Нью-Мексико. Населення — 349 осіб (2020).

## Географія
Чупадеро розташоване за координатами 35°48′52″ пн. ш. 105°55′11″ зх. д. / 35.81444° пн. ш. 105.91972° зх. д. (35.814400, -105.919743).  За даними Бюро перепису населення США в 2010 році переписна місцевість мала площу 4,68 км², уся площа — суходіл.

## Демографія
Згідно з переписом 2010 року, у переписній місцевості мешкали 362 особи в 157 домогосподарствах у складі 110 родин. Густота населення становила 77 осіб/км².  Було 231 помешкання (49/км²).
Расовий склад населення:
| - 81,8 % — білих - 1,7 % — азіатів - 1,4 % — корінних американців - 10,2 % — осіб інших рас |

До двох чи більше рас належало 5,0 %. Частка іспаномовних становила 40,9 % від усіх жителів.
За віковим діапазоном населення розподілялося таким чином: 19,1 % — особи молодші 18 років, 61,8 % — особи у віці 18—64 років, 19,1 % — особи у віці 65 років та старші. Медіана віку мешканця становила 51,3 року. На 100 осіб жіночої статі у переписній місцевості припадало 101,1 чоловіків;  на 100 жінок у віці від 18 років та старших — 99,3 чоловіків також старших 18 років.
Середній дохід на одне домашнє господарство  становив 110 587 доларів США (медіана — 91 875), а середній дохід на одну сім'ю — 103 666 доларів (медіана — 93 500). За межею бідності перебувало 15,2 % осіб, у тому числі 0,0 % дітей у віці до 18 років та 0,0 % осіб у віці 65 років та старших.
Цивільне працевлаштоване населення становило 129 осіб. Основні галузі зайнятості: мистецтво, розваги та відпочинок — 27,1 %, роздрібна торгівля — 22,5 %, освіта, охорона здоров'я та соціальна допомога — 13,2 %, виробництво — 11,6 %.